# وكالة تطوير الأعمال الخاصة بالأقليات
وكالة تطوير الأعمال الخاصة بالأقليات هي وكالة تابعة لوزارة التجارة بالولايات المتحدة الأمريكية تعمل على تعزيز النمو والقدرة التنافسية للشركات التي تملكها الأقليات في الولايات المتحدة ، بما في ذلك الأمريكيين الهسبان والأميركيين اللاتينيين، وآسيا والمحيط الهادئ، والأمريكيين من أصل أفريقي ، والأمريكيين الأصليين. المدير الوطني الحالي هو هنري تشايلدز الثاني.
تتمثل مهمتها المعلنة في تعزيز نمو الشركات المملوكة للأقليات وقدرتها التنافسية من خلال توفير الوصول إلى رأس المال، والوصول إلى العقود والوصول إلى فرص السوق - المحلية والعالمية. الميزة الرئيسية للمنظمة وموقعها هو تقديم خدمات استشارات الأعمال لأصحاب الأعمال من الأقليات.